# Documentation et bibliothèques
Documentation et bibliothèques est la revue trimestrielle de l’Association pour l'avancement des sciences et des techniques de la documentation (ASTED), devenue en 2022, la Fédération des milieux documentaires (FMD) au Québec. Elle a pour mission de contribuer au partage et à l’avancement des connaissances dans le domaine de la bibliothéconomie et des sciences de l’information. 

## Description
La revue Documentation et bibliothèques est publiée au Québec par l’Association pour l'avancement des sciences et des techniques de la documentation (ASTED) de concert avec l’Association internationale francophone des bibliothécaires et documentalistes (AIFBD).
Elle s’adresse aux professionnels de l’information des pays francophones afin de contribuer à l’avancement des connaissances en bibliothéconomie et en sciences de l'information des pays francophones ainsi qu’au développement de ses membres. Elle publie aussi en français des articles écrits dans d’autres langues.
La revue Documentation et bibliothèques est régie par un comité francophone composé de représentants des pays francophones.